# Maxillaria quelchii
Maxillaria quelchii är en orkidéart som beskrevs av Robert Allen Rolfe. Maxillaria quelchii ingår i släktet Maxillaria och familjen orkidéer. Inga underarter finns listade i Catalogue of Life.